# AKB48グループ感謝祭〜ランクインコンサート・ランク外コンサート〜
「AKB48グループ感謝祭〜ランクインコンサート・ランク外コンサート〜」（エーケービーフォーティーエイトグループかんしゃさい ランクインコンサート・ランクがいコンサート）は、2017年10月8日に幕張メッセで開催されたコンサート。

## 概要
選抜総選挙のランクイン・ランク外メンバーが参加するコンサート。今年は同会場の開催となる。ランクインコンサートでは推しメン席が用意され、ランク外コンサートでは推しグループ席が用意された。ランクインコンサートは8,800円、ランク外コンサートは6,800円とチケット価格が異なる。ランクイン・ランク外コンサートともに「重力シンパシー」から「君のことが好きだから」までは撮影可能タイムとなった。

## 日程
10月8日(日) 幕張メッセ
- ランクインコンサート （国際展示場4-5ホール）
  - 昼（17位～80位）開場9：30/開演11：00
  - 夜（1位～16位）開場14：00/開演15：00
- ランク外コンサート （国際展示場3ホール）
  - 開場14：00/開演15：00

## 主な出来事
- 「11月のアンクレット」が初披露された。
- ランク外コンサートでは、49thシングル選抜総選挙延長戦とし81位から100位までのメンバーが発表された。

## 出演メンバー
- ランクインコンサート：昼（17位から80位）
向井地美音、松村香織、峯岸みなみ、加藤玲奈、大矢真那、中井りか、小嶋真子、高倉萌香、大場美奈、太田夢莉、田中美久、川本紗矢、倉野尾成美、森保まどか、福岡聖菜、加藤夕夏、渕上舞、朝長美桜、江籠裕奈、矢吹奈子、冨吉明日香、村瀬紗英、田島芽瑠、西潟茉莉奈、岩立沙穂、佐々木優佳里、鎌田菜月、谷口めぐ、後藤楽々、久保怜音、沖田彩華、坂口理子、田中菜津美、小栗有以、込山榛香、山口真帆、植木南央、武藤小麟、竹内彩姫、谷川愛梨、荒井優希、松岡菜摘、渋谷凪咲、市川美織、本村碧唯、熊崎晴香、北川綾巴、太田奈緒、谷真理佳、永野芹佳、佐藤すみれ、坂口渚沙、宮島亜弥、加藤美南、小畑優奈、樋渡結依、茂木忍、大森美優、後藤萌咲、角ゆりあ、髙畑結希、豊永阿紀、松岡はな
- ランクインコンサート：夜（1位から16位）
指原莉乃、渡辺麻友、松井珠理奈、宮脇咲良、荻野由佳、須田亜香里、横山由依、惣田紗莉渚、岡田奈々、北原里英、高橋朱里、白間美瑠、本間日陽、古畑奈和、高柳明音、吉田朱里
- ランク外コンサート

## セットリスト
ランクインコンサート：昼（17位～80位）
- overture
- だらしない愛し方
アンダーガールズ
- 戸惑ってためらって
ネクストガールズ
- 自分たちの恋に限って
フューチャーガールズ
- 月の仮面
アップカミングガールズ
- #好きなんだ
- MC
- オネストマン
福岡聖菜、渋谷凪咲、後藤萌咲、大森美優、松岡はな、松岡菜摘、豊永阿紀
- ロマンス拳銃
森保まどか、谷川愛梨、荒井優希、樋渡結依、茂木忍
- ALIVE
倉野尾成美、武藤小麟、竹内彩姫
- 走れ!ペンギン
川本紗矢、山口真帆、植木南央、加藤美南、小畑優奈、角ゆりあ、髙畑結希
- ランナーズハイ
田中美久、小栗有以、込山榛香、坂口渚沙、宮島亜弥
- Make Noise
太田夢莉、坂口理子、田中菜津美、永野芹佳、佐藤すみれ
- フィンランド・ミラクル
大場美奈、久保怜音、沖田彩華
- 誰のことを一番愛してる
高倉萌香、谷口めぐ、後藤楽々、太田奈緒、谷真理佳
- MC
- ハート型ウイルス
小嶋真子、佐々木優佳里、鎌田菜月
- 孤独なランナー
中井りか、西潟茉莉奈、岩立沙穂、熊崎晴香、北川綾巴
- 枯葉のステーション
大矢真那
- ハッピーエンド
加藤玲奈、村瀬紗英、市川美織、本村碧唯、田島芽瑠
- 逆転王子様
峯岸みなみ、冨吉明日香、矢吹奈子
- ウィンブルドンへ連れて行って
松村香織、江籠裕奈、朝長美桜
- 残念少女
向井地美音、加藤夕夏、渕上舞
- MC
- 重力シンパシー
- あなたがたいてくれたから
- 君のことが好きだから
- ヘビーローテーション
- アンコール
  - 前しか向かねえ
  - アンダーガールズ
  - MC
  - アリガトウ

ランクインコンサート：夜（1位～16位）
- Overture
- #好きなんだ
- 希望的リフレイン
- パレオはエメラルド
- メロンジュース
- MC
- ジッパー
吉田朱里
- 兆し
高柳明音
- Escape
古畑奈和
- 言い訳Maybe
本間日陽／BD：DREAM48（ものまねAKB）、今村支配人
- 純情U-19
白間美瑠
- MC
- 1994年の雷鳴
高橋朱里
- 夢の河
北原里英＋横山由依、指原莉乃、荻野由佳、本間日陽
- 瀬戸内の声
岡田奈々
- あの先の未来まで
惣田紗莉渚
- 絶滅黒髪少女
横山由依／BD：向井地美音、小栗有以、川本紗矢など
- MC
- 恋を語る詩人になれなくて
須田亜香里
- 初日
荻野由佳
- 不協和音
宮脇咲良
- 赤いピンヒールとプロフェッサー
松井珠理奈
- この涙を君に捧ぐ
渡辺麻友
- MC
- 週末Not yet
指原莉乃
- 最高かよ
指原莉乃
- MC
- 重力シンパシー
- あなたがいてくれたから
- 君のことが好きだから
- MC
- それでも好きだよ
- アンコール
  - 11月のアンクレット
  - アリガトウ
総選挙1位～80位のメンバー

ランク外コンサート
- overture
- #好きなんだ
AKB48
- 抱きつこうか？
AKB48研究生
- オキドキ
SKE48
- 夢の階段を上れ！
SKE48研究生
- 青春のラップタイム
NMB48
- サササ サイコー！
NMB48研究生
- 最高かよ
HKT48
- さくらんぼを結べるか？
HKT48研究生
- MAXとき315号
NGT48
- NEW SHIP
STU48
- プライベートサマー
チーム8
- 47の素敵な街へ
チーム8
- チャンスの順番
ALL
- MC
- 君はペガサス
田口愛佳、田屋美咲、播磨七海／BD：山内瑞葵、山根涼羽、武藤小麟、安田叶
- 言い訳Maybe
- 大声ダイヤモンド
- また あなたのことを考えてた
- MC
- Beginner
AKB48+伊豆田莉奈
- チキンLINE
SKE48
- Don't look back!
NMB48
- Make noise
HKT48
- 僕たちは戦わない
NGT48
- RIVER
STU48
- UZA
チーム8
- MC
- 重力シンパシー
- あなたがいてくれたから
- 君のことが好きだから
- 夢へのルート
- アンコール
  - 11月のアンクレット（モニター）
  - ここがロドスだ、ここで跳べ！
  - MC
  - アリガトウ